# Comuna Olofström
Olofström (Olofströms kommun) este o comună din comitatul Blekinge län, Suedia, cu o populație de 12.902 locuitori (2013).

## Geografie

### Zone urbane
Lista celor mai mari zone urbane din comună (anul 2015) conform Biroului Central de Statistică al Suediei:
| Nr | Zona urbană | Pop.  |
| -- | ----------- | ----- |
| 1  | Olofström   | 7.526 |
| 2  | Jämshög     | 1.612 |
| 3  | Kyrkhult    | 980   |
| 4  | Vilshult    | 303   |
| 5  | Gränum      | 223   |

## Demografie
| \| Evoluția demografică în comuna Olofström, 1970–2015 \| Evoluția demografică în comuna Olofström, 1970–2015 \| Evoluția demografică în comuna Olofström, 1970–2015 \| Evoluția demografică în comuna Olofström, 1970–2015 \| Evoluția demografică în comuna Olofström, 1970–2015 \| \| ----------------------------------------------------------------------------------------------------- \| --------------------------------------------------- \| --------------------------------------------------- \| --------------------------------------------------- \| --------------------------------------------------- \| \| An \| \| \| Locuitori \| \| \| 1970 \| 1970 \| \| 17 565 \| 17 565 \| \| 1975 \| 1975 \| \| 17 187 \| 17 187 \| \| 1980 \| 1980 \| \| 15 630 \| 15 630 \| \| 1985 \| 1985 \| \| 15 017 \| 15 017 \| \| 1990 \| 1990 \| \| 15 054 \| 15 054 \| \| 1995 \| 1995 \| \| 14 893 \| 14 893 \| \| 2000 \| 2000 \| \| 14 005 \| 14 005 \| \| 2005 \| 2005 \| \| 13 391 \| 13 391 \| \| 2010 \| 2010 \| \| 12 988 \| 12 988 \| \| 2015 \| 2015 \| \| 13 170 \| 13 170 \| \| Sursa: SCB - Statistika Centralbyrån, Folkmängd efter region, civilstånd, ålder och kön. År 1968–2016 \| \| \| \| \| |      |  |           |        |
| Evoluția demografică în comuna Olofström, 1970–2015 |      |  |           |        |
| An |      |  | Locuitori |        |
| 1970 | 1970 |  | 17 565    | 17 565 |
| 1975 | 1975 |  | 17 187    | 17 187 |
| 1980 | 1980 |  | 15 630    | 15 630 |
| 1985 | 1985 |  | 15 017    | 15 017 |
| 1990 | 1990 |  | 15 054    | 15 054 |
| 1995 | 1995 |  | 14 893    | 14 893 |
| 2000 | 2000 |  | 14 005    | 14 005 |
| 2005 | 2005 |  | 13 391    | 13 391 |
| 2010 | 2010 |  | 12 988    | 12 988 |
| 2015 | 2015 |  | 13 170    | 13 170 |
| Sursa: SCB - Statistika Centralbyrån, Folkmängd efter region, civilstånd, ålder och kön. År 1968–2016 |      |  |           |        |